# Отказник (эмиграция)

Демонстрация отказников в 1973 году у здания МИД

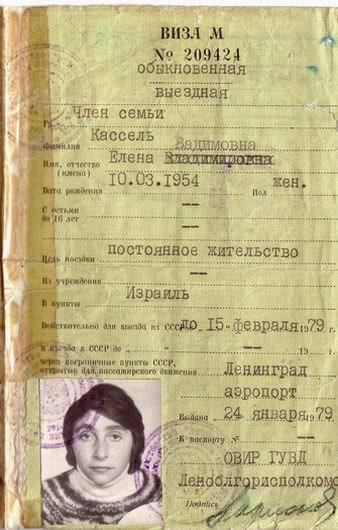
Для выезда из СССР недостаточно было получить въездную визу государства, в которое уезжаешь. Требовалось получить также выездную визу, которую выдавали не всем желающим

Отка́зники — неофициальный термин, в 1970 — 1980-х годах в СССР использовавшийся для обозначения советских граждан, получивших от властей отказ в разрешении на выезд из СССР.

## История
С 1918 года советская власть ограничила въезд и выезд только специальными разрешениями (в 1922 году правила стали строже). В 1925 году выезд был практически запрещён, с 1934 года бегство за границу стало считаться изменой родине.
В 1960-е — 1980-е годы в советском обществе желание человека законным путём эмигрировать из СССР уже не считалось преступлением, но рассматривалось властями как предательство по отношению к согражданам. Процесс подачи и рассмотрения заявлений на выезд сопровождался целым рядом бюрократических формальностей и проволо́чек, призванных максимально затруднить, а лучше — сделать невозможной массовую эмиграцию. До ратификации в 1973 году Международного пакта о гражданских и политических правах СССР вообще формально не признавал права на свободную эмиграцию, и выдача разрешений на выезд зависела только от позиции властей.
Эмиграционные настроения были особенно сильны среди советских евреев, но также и среди других национальных групп — советских немцев, греков, армян, а также религиозных групп, испытывавших на себе давление властей, — староверов, пятидесятников, баптистов, адвентистов, католиков.
Эмиграционные настроения среди евреев резко усилились после Шестидневной войны 1967 года и войны 1973 года, когда СССР полностью занял сторону арабов в их вооружённой борьбе против Государства Израиль и поддержал радикальные палестинские движения.
Шестидневная война вызвала подъём национального сознания советских евреев. 10 июня 1968 года, через год после разрыва отношений с Израилем, в ЦК КПСС поступило совместное письмо руководства МИД СССР и КГБ СССР за подписями Громыко и Андропова с предложением разрешить советским евреям эмигрировать из страны. В конце 1960-х — начале 1970-х годов политика Советского Союза в отношении репатриации в Израиль смягчается, и в 1969—1975 годах в Израиль прибыло около 100 тысяч репатриантов из СССР.
В начале 1970-х годов, после Ленинградского самолётного дела (попытки захвата и угона за границу пассажирского самолёта), советские власти ослабили ограничения на эмиграцию из СССР для прочих групп желающих. При этом, многим, подававшим заявления о разрешении на выезд, власти отказывали. Их стали называть отказниками или, по-английски, рефьюзниками (refusenik, от англ. to refuse — «отказывать»). До конца 1970-х годов самой распространенной причиной отказа в выезде был секретный характер работы подающего заявление или остающихся родственников (едва ли не каждый, работавший в каком бы то ни было НИИ, становился кандидатом в отказники). В начале 1980-х годов, после начала Афганской войны и ссылки А. Д. Сахарова, власти решили «закрыть» эмиграцию, и отказы стали получать большинство подававших заявления в ОВИР на выезд. Если в 1979 году 51 333 человека получили выездные визы, то в 1982 году было получено 2688 виз, в 1983 году — 1315, а в 1984 году всего 896. Советские власти объявили, что нет больше семей, ожидающих воссоединения, хотя семьи многих отказников находились за границей.
В качестве причины для отказа указывались: служба в Советской Армии, секретный характер работы подающего заявление или остающихся родственников, материальные или иные возражения остающихся родственников, «несоответствие интересам советского государства».
Отказники часто подвергались преследованиям, например увольнениям с работы, а затем уголовному преследованию по статье за тунеядство.
В 1987 году, по мере либерализации советского режима, огромное большинство отказников получили разрешение на выезд, и к концу 1980-х годов это явление практически сошло на нет.

## Борьба за право свободного выезда
В защиту отказников, и особенно «узников Сиона» (то есть арестованных отказников), развернулось значительное движение в США, Англии, Франции, Израиле и других странах:
- В 1959 году Шабтай Бейт-Цви создал в Израиле общество «Маоз», которым с 1968 года руководила Голда Елин.
- В 1964 году Джейкоб Бирнбаум основал в США организацию «Борьба студентов за советских евреев[англ.]»[3].
- С 1969 года «Лига защиты евреев», созданная рабби Меиром Кахане, начала открытую борьбу за освобождение советского еврейства[4].
- С 1968 года вступил в борьбу за освобождение советских евреев Майкл Шербурн, поддерживавший из своего офиса в Англии телефонный контакт с сотнями отказников[5].
- В 1968 году Сай Фрумкин[англ.] и Зеэв Ярославский[англ.] основали Южно-Калифорнийский совет в защиту советских евреев[6].
- В 1970 году в Вашингтоне основано Объединение комитетов в защиту евреев в бывшем СССР, в состав которого вошли несколько местных организаций США.
- В 1974 году в США была принята поправка Джексона — Вэника, предусматривавшая давление на СССР через запрет экспорта технологий, в том числе двойного назначения (гражданского и военного). Большую личную роль в реализации санкций против СССР сыграли президенты Картер и, особенно, Рейган.

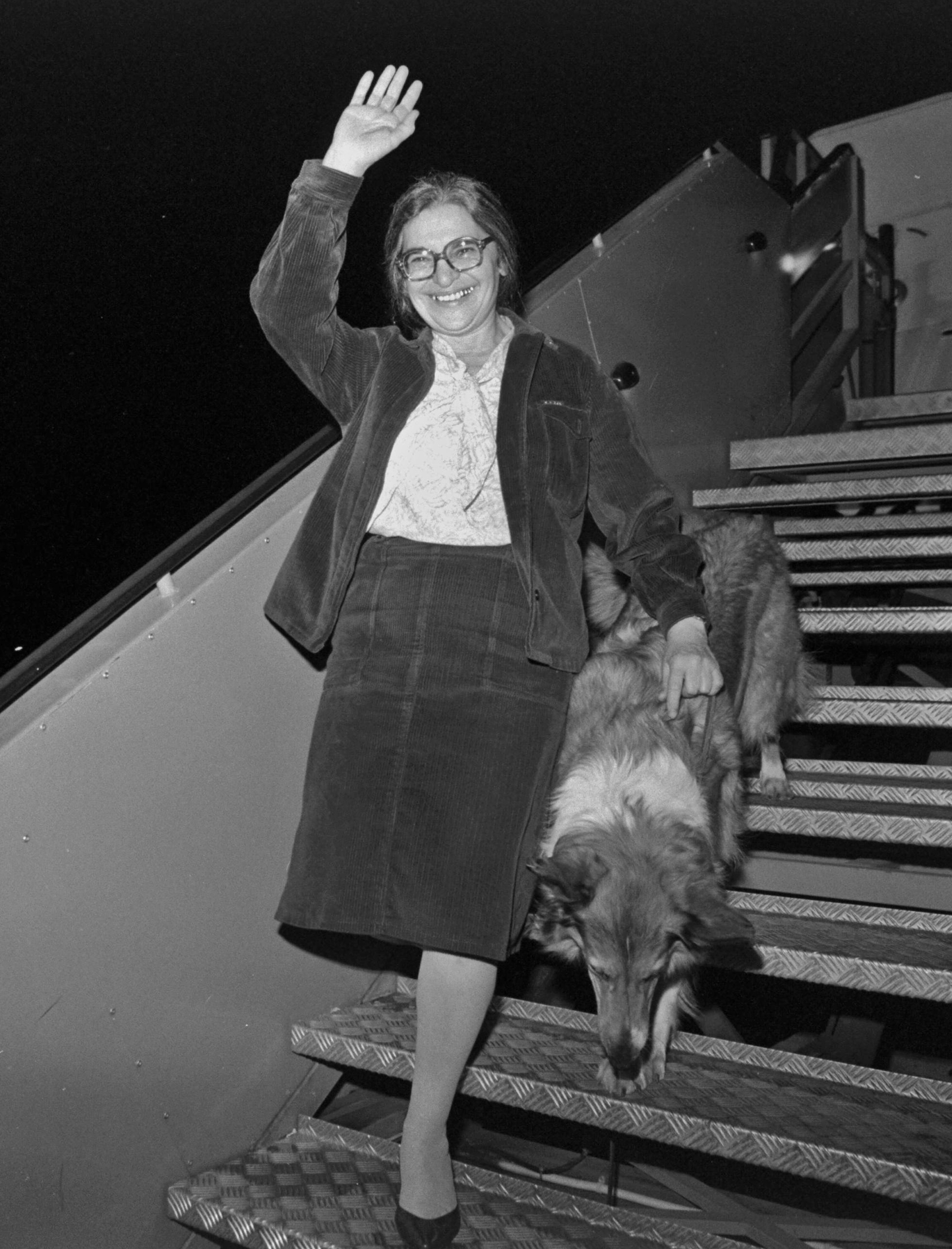
Отказница Ида Нудель в аэропорту им. Бен-Гуриона, 1987 год

Явление исчезло после перестройки, распада СССР и принятия законов о свободе въезда-выезда из России.
19 декабря 2011 года в Израиле была утверждена специальная программа пенсионных компенсаций отказникам, боровшимся за права выезда евреев в Израиль.

## В произведениях искусства
В литературе
- «Герберт и Нелли» — первые две части трилогии Давида Шраера-Петрова
- В отказе. Сборник / Сост. В. Лазарис (Библиотека-Алия. Вып. 113). Иерусалим, 1986.

В кинематографе
- «Друзья из Франции»
- «Москва на Гудзоне»
- «Refusenik»